# Acraea seis
Acraea seis är en fjärilsart som beskrevs av Joachim Francois Philiberto de Feisthamel 1850. Acraea seis ingår i släktet Acraea och familjen praktfjärilar. Inga underarter finns listade i Catalogue of Life.